# MS4A13
MS4A13 (англ. Membrane spanning 4-domains A13) – білок, який кодується однойменним геном, розташованим у людей на 11-й хромосомі. Довжина поліпептидного ланцюга білка становить 152 амінокислот, а молекулярна маса — 17 307.
| 10         |  | 20         |  | 30         |  | 40         |  | 50         |
| ---------- |  | ---------- |  | ---------- |  | ---------- |  | ---------- |
| MIGIFHIFMW |  | YFLLVLYMGQ |  | IKGAFGTYEP |  | VTYKTGCTLW |  | GIFFIIAGVF |
| LIRVTKYPTR |  | SGIISTLIIN |  | IICIITTITA |  | VTLTIIELSH |  | FNSVSYRNYG |
| QAKLGREVSR |  | ILLFFYGLEF |  | SIALTHSIYS |  | CSNLFRRQND |  | LTSVTEEAES |
| TP         |  |            |  |            |  |            |  |            |

A: Аланін

C: Цистеїн

D: Аспарагінова кислота

E: Глутамінова кислота

F: Фенілаланін

G: Гліцин

H: Гістидин

I: Ізолейцин

K: Лізин

L: Лейцин

M: Метіонін

N: Аспарагін

P: Пролін

Q: Глутамін

R: Аргінін

S: Серин

T: Треонін

V: Валін

W: Триптофан

Задіяний у такому біологічному процесі, як альтернативний сплайсинг. 
Локалізований у мембрані.